# Onorato Onorati
Onorato Onorati foi um prelado católico romano que serviu como o primeiro bispo de Urbania e Sant'Angelo in Vado de 1636 a 1683.

## Biografia
No dia  22 de Setembro de 1636, Onorato Onorati foi nomeado durante o papado de Urbano VIII como Bispo de Urbania e Sant'Angelo in Vado. A 28 de Setembro de 1636, foi consagrado bispo por Giulio Cesare Sacchetti, Cardeal-Sacerdote de Santa Susanna, com Pietro Antonio Spinelli, Arcebispo de Rossano, e Alexandre della Stufa, Bispo de Montepulciano, servindo como co-consagradores. Serviu como Bispo de Urbania e Sant'Angelo in Vado até à sua renúncia em Agosto de 1683.

## Sucessão episcopal
Como bispo, foi o co-consagrador principal de:
- Gerolamo Pellegrini, Bispo de Melfi e Rapolla (1645);
- Niccolò Albergati-Ludovisi, Arcebispo de Bolonha (1645);
- Camillo Baldi, bispo de Nicotera (1645);
- Domenico Cennini, Bispo de Gravina di Puglia (1645);
- Francisco Suárez de Villegas, Bispo Titular de Mênfis (1649);
- Giovanni Mastelloni, bispo de Vieste (1654);
- Pietro Frescobaldi, Bispo de San Miniato (1654); e
- Paolo Squillanti, bispo de Teano (1654).